# Sony/Philips Digital Interface

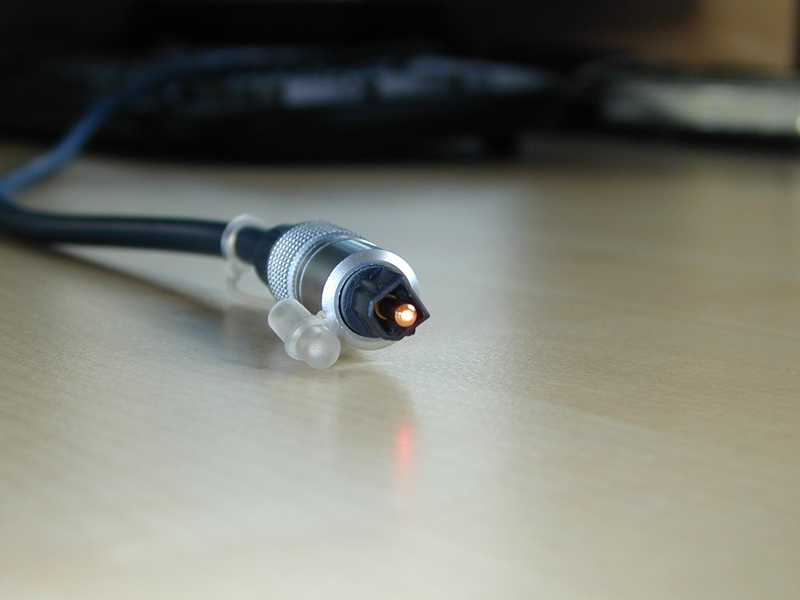
TOSLINK-Stecker mit abgenommener Schutzkappe

Sony/Philips Digital Interface (S/PDIF, ursprünglich Sony/Philips Digital Interconnect Format) ist eine Spezifikation für eine unidirektionale, selbstsynchronisierende und serielle Schnittstelle zur elektrischen oder optischen Übertragung digitaler Stereo- oder Mehrkanal-Audiosignale zwischen verschiedenen Geräten für die Anwendung im Unterhaltungselektronikbereich. Die optische Variante ist durch TOSLINK definiert.
S/PDIF wird z. B. bei CD-Spielern, DAT-Recordern, bei MiniDisc, zwischen DVD-Player und Heimkino-Receiver und bei digitalen Audiokarten in PCs verwendet. Auch bei Audioanlagen in Fahrzeugen kommt es zum Einsatz, wo ein ganzer Kabelbaum durch ein einziges Glasfaserkabel ersetzt werden kann, das zudem noch unempfindlich gegen Störstrahlung ist.

## Allgemeines
S/PDIF wird in IEC 60958 (früher IEC 958:1989) definiert. In Deutschland ist diese Norm als DIN EN 60958 in drei Teilen veröffentlicht.
In den 1980er-Jahren entwickelte eine Arbeitsgruppe der Audio Engineering Society einen Standard zur digitalen Übertragung von Audiosignalen. Dieser wurde der  Europäischen Rundfunkunion (EBU) und der japanischen EIAJ zur Zustimmung vorgelegt. 1985 wurde der Standard als AES3 von dem amerikanischen ANSI und der EBU und der EIJA unter eigenen Bezeichnungen mit kleinen Anpassungen veröffentlicht. Deshalb wird er teilweise auch als AES/EBU-Standard bezeichnet.
Parallel arbeitete die IEC unter wesentlichem Einfluss von Sony und Philips an der Implementation eines entsprechenden Standards für Verbraucher-Anwendungen. Die IEC 958 wurde zur IEC 60958 bzw. DIN EN 60958. Diese Norm deckt einen professionellen (professional mode, Type I) und einen Endverbrauchermodus (consumer mode, Type II) ab. In heimischen HiFi-Geräten kommt der Endverbraucher-Typ zur Anwendung. Die wesentlichen Unterschiede bestehen in einer unterschiedlichen physischen Schnittstelle und dem sogenannten Kanalstatus („C-Bit“) von AES3, das bei S/PDIF zu Übermittlung von Kopierschutzdaten verwendet wird. Die restlichen Datenfelder, insbesondere das Format der Audiodaten, der Aufbau von Frames und Subframes, ist zwischen S/PDIF und AES3 identisch.

## Steckverbindungen
Als Steckverbinder werden für elektrische Verbindungen ein Cinch-Anschluss mit Koaxialkabel oder seltener ein 3,5-mm-Klinkenstecker (Spitze: Ausgang, Ring: Eingang, Mantel: GND, teilweise auch bei 4-poligen Steckern Spitze: Audio analog links, 1. Ring: Audio analog rechts, 2. Ring: GND, Schaft: S/PDIF Ausgang) und für optische Signalübertragung ein TOSLINK-Anschluss verwendet. Bei einigen Notebooks und PC-Soundkarten gibt es Klinkenverbindungen mit kombinierter Buchse für analoge und optische Signale, die mit einem einfachen Adapter an einen TOSLINK-Stecker passen.
Bei einigen PC-Hauptplatinen ist der S/PDIF-Ausgang (der Eingang ist bei Onboard-Soundkarten im Laufe der 2010er-Jahre entfallen) nicht als Buchse an der ATX-Blende ausgeführt, sondern befindet sich als Stiftleiste auf dem Mainboard. Die Anzahl und Belegung der Stifte unterscheidet sich je nach Hersteller. Die Stiftleiste wurde manchmal mit einer Grafikkarte verbunden, die das Audiosignal über HDMI ausgab (heutige Grafikkarten agieren hingegen selbst als Soundkarte). Daneben gibt es Slotblenden, um das S/PDIF-Signal koaxial oder optisch auszugeben. Für letzteres hat die Stiftleiste oft einen +5V-Pin.
Für die Umwandlung elektrisch/optisch ist ein Adapter mit eigener Stromversorgung nötig.

## Physische Schnittstelle

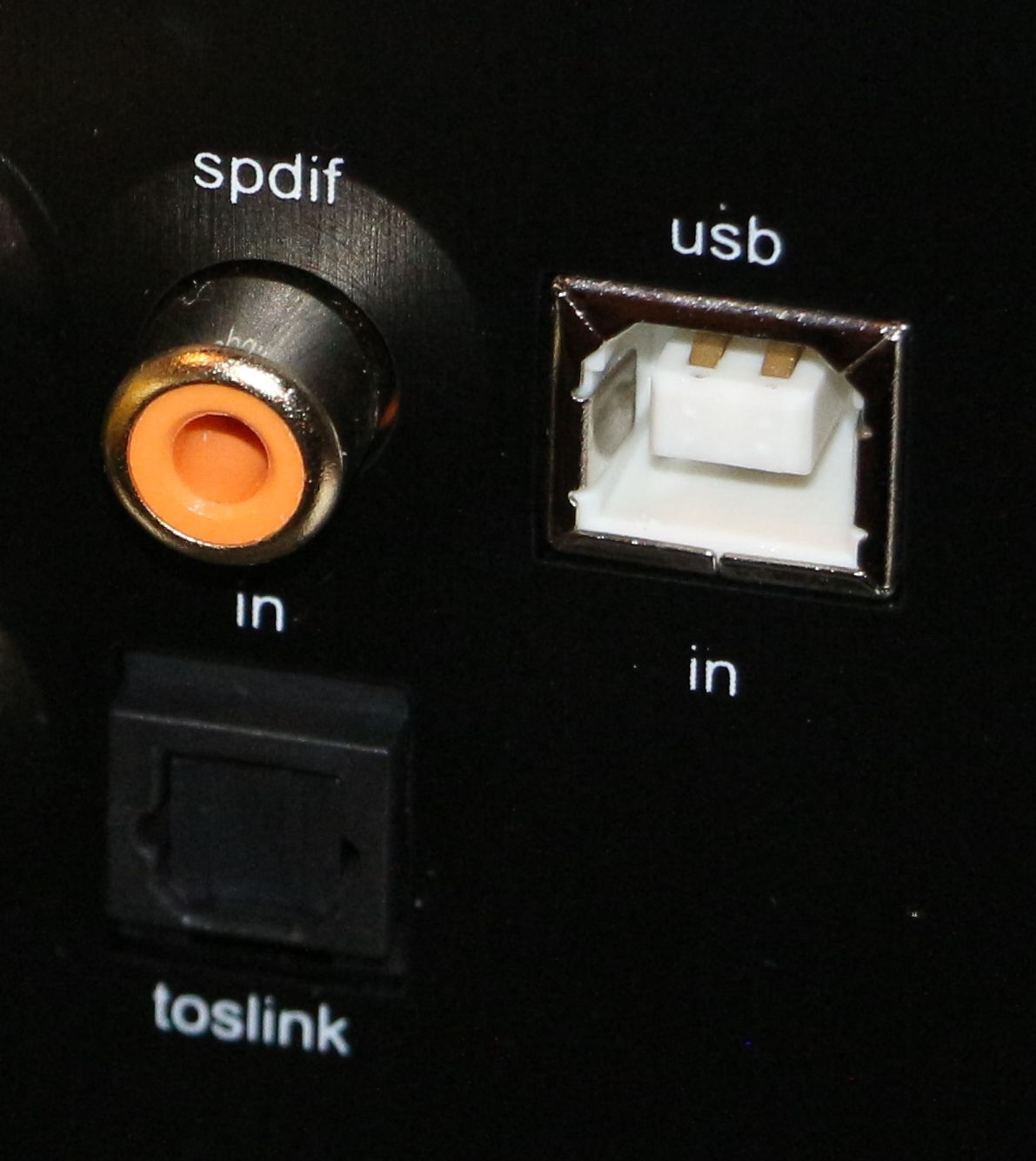
Digitale Audio-Interfaces an einem Studiomonitor mit S/PDIF-, USB-Audio- und TOSLINK-Eingängen

Die physische Schnittstelle bei S/PDIF ist definiert als asymmetrische Verbindung mit einer Spannung von etwa ± 0,5 Volt bei einem Wellenwiderstand von 75 Ohm. Sie wird oft als coaxial bezeichnet und verwendet Cinch. Im Gegensatz dazu weist die AES3-Schnittstelle eine symmetrische Verbindung nach dem Standard EIA-422 (RS-422) mit 110 Ohm Wellenwiderstand und einer Spannung von ca. ± 5 Volt auf. Für AES/EBU werden meist XLR-Stecker verwendet. Zunehmend kommen auch Twisted-Pair-Kabel zum Einsatz, meist der Kategorie Cat5 und höher. Die Schnittstelle ist unidirektional, das heißt, für die Gegenrichtung benötigt man ein zweites Kabel.
Bei der optischen Variante kommen optoelektronische Wandler zum Einsatz, die im Wesentlichen aus einer Photodiode bestehen (Wellenlänge etwa 650 nm). Technisch sind damit bis zu 20 Mbit/s möglich. Auch hier ist die Datenrichtung unidirektional. Zahlreiche Geräte unterstützen eine Samplefrequenz von bis zu 192 kHz, sowohl optisch als auch elektrisch.

## Logische Schnittstelle

Datenformat der Schnittstelle

S/PDIF und AES3 besitzen folgende wesentlichen Parameter:
- Als Leitungscode wird ein Biphase-Mark-Code (BMC) verwendet.
- Ein Block besteht aus 192 Frames.
- Ein Frame teilt sich wiederum in zwei Subframes à 32 Bit, die je ein Sample darstellen.
- Jedes Sample beginnt mit einer Vier-Bit-Präambel (B: 1. Kanal Blockanfang, M: 1. Kanal Folge-Frame, W: Folge-Kanal, Folge-Frame), gefolgt von Status- und bis zu 24 Bit Audio-Sample-Daten.
- Die Datenrate auf dem Kabel entspricht dem 64-Fachen der Abtastrate und beträgt 2,0 Mbps bei 32 kHz, 2,8 Mbps bei 44,1 kHz, 3,1 Mbps bei 48 kHz,  6,2 Mbps bei 96 kHz und 12,3 Mbps bei 192 kHz.

## Mehrkanalton
Ursprünglich wurden über digitale Endverbraucherschnittstellen nur zwei Kanäle mit PCM-Signalen (32, 44,1 oder 48 kHz, bis 20 Bit) übertragen. Es können aber auch andere Daten übertragen werden. Damit es dabei nicht zu Störungen mit PCM-basierenden Geräten kommt, ist im Standard SMPTE 337M das Format festgelegt, in dem speziell kodierte Mehrkanalaudiodaten, wie AC-3 oder DTS, übertragen werden.
Um eine Wiedergabe komprimierter Signale korrekt auf allen Lautsprechern (5.1/6.1) zu ermöglichen, ist ein entsprechender Dolby Digital/DTS-Hardware-Decoder erforderlich. S/PDIF-Passthrough ist die Bezeichnung für die Weiterleitung des komprimierten Digitaltons an einen externen Hardware-Decoder. Eine unkomprimierte Mehrkanaltonübertragung ist per S/PDIF nicht möglich und erfordert HDMI. Alternativ können Mehrkanalsignale nur analog mittels mehrerer Cinch- oder Klinkenstecker übertragen werden.

### Zukunft
Aufgrund der limitierten maximalen S/PDIF-Datenrate von etwa 20 Mbit/s ist für neuere Audioformate wie Dolby Digital Plus oder DTS-HD ein Echtzeit-Downmix auf geringere Datenraten nötig bzw. es wird z. B. nur der im DTS-HD integrierte DTS-Kern übertragen. Mit entsprechend geringerer Tonqualität ist somit auch über S/PDIF eine Verwendung dieser Tonformate möglich.
Die S/PDIF-Datenrate erlaubt bei PCM-Audio eine maximale Dynamik von 24 Bit bei 192 kHz und zwei Kanälen. Tonformate, die mehr benötigen und unverändert ausgegeben werden sollen, erfordern deswegen die Verwendung der HDMI-Schnittstelle.
Die Bedeutung der S/PDIF-Schnittstelle nimmt aufgrund ihrer oben erwähnten Einschränkungen ab; HDMI ist in der Unterhaltungselektronik der etablierte Ersatz.